# Governo Democrático Provisório da Grécia
O Governo Democrático Provisório ( em Grego: Προσωρινή Δημοκρατική Κυβέρνηση , romanizado:  Prosoriní Dimokratikí Kyvérnisi ) foi o nome da administração declarada pelo Partido Comunista da Grécia em 24 de dezembro de 1947, durante a Guerra Civil Grega . O governo controlava várias áreas montanhosas ao longo da fronteira norte da Grécia, adjacentes aos estados comunistas da República Socialista Federativa da Iugoslávia e Albânia , e era visto como a sucessão do " Governo da Montanha " da era da Segunda Guerra Mundial do movimento de Resistência EAM-ELAS liderado pelos comunistas . Seus principais aliados eram a União Soviética e o Bloco Oriental .

## História
A Guerra Civil Grega eclodiu na primavera de 1946, mas foi somente em junho de 1947 que os comunistas gregos anunciaram sua intenção de formar um governo separado. Este movimento foi anunciado pelo principal membro do Partido Miltiadis Porfyrogennis no Congresso do Partido Comunista Francês , em um movimento projetado para angariar publicidade e destacar o apoio de outros partidos comunistas e governos à causa dos comunistas gregos.  A formação de um governo separado não foi apenas uma renúncia a quaisquer chances de reconciliação com o governo real em Atenas, mas também implicou um afastamento da guerra de guerrilha em direção a uma estrutura mais "regular". Isso estava de acordo com o "Plano dos Lagos" de inspiração iugoslava, que previa a criação de um exército regular de 50 000 a 60 000 homens e a ocupação de grandes partes do norte da Grécia, incluindo, em última análise, a segunda maior cidade da Grécia, Tessalônica , onde o novo governo se basearia. 
A formação do novo governo foi anunciada em 23 de dezembro de 1947, com Markos Vafiadis , o líder do Exército Democrático da Grécia (DSE) dos comunistas, como seu primeiro presidente. O governo era composto exclusivamente por membros do partido, com Giannis Ioannidis servindo como vice-presidente e ministro das Relações Exteriores, Petros Rousos como ministro da Justiça, Miltiadis Porfyrogennis como ministro da Saúde e Bem-Estar, Petros Kokkalis como ministro das Finanças, Vassilis Bartziotas como ministro da Agricultura, Dimitris Vlantas como ministro da Economia Nacional e Leonidas Stringos como ministro do Abastecimento. Notavelmente, o secretário-geral do partido Nikolaos Zachariadis não era membro do governo.  O novo governo tentou ativamente se apresentar como um renascimento da ideologia e das práticas da Frente de Libertação Nacional da Segunda Guerra Mundial , que dominou o movimento de Resistência Grega . Também foi notável por sua proteção ativa das minorias que viviam no norte da Grécia, especialmente porque estas tendiam a apoiar os comunistas contra o governo real nacionalista. 
Em 25 de dezembro, o DSE atacou a cidade de Konitsa , com a intenção de tomar a cidade como sede do novo governo. De acordo com o depoimento de Vafiadis, Zachariadis expressou a esperança de que, se a cidade caísse e se tornasse a capital dos comunistas, o PDG seria reconhecido pela União Soviética e outros estados do Bloco Oriental . O ataque durou até 4 de janeiro de 1948, mas terminou em fracasso.  No final, o PDG nunca foi reconhecido por nenhum governo, porque os soviéticos temiam uma ampliação do conflito para uma guerra geral entre o Ocidente e seus estados satélites nos Bálcãs . O primeiro-ministro soviético Joseph Stalin disse a Zachariadis em fevereiro de 1948 que os governos vizinhos só reconheceriam o PDG depois que outros países o fizessem primeiro. 
- À medida que o governo nacional empurrava o DSE para trás em 1948, Vafiadis entrou em conflito com Zachariadis sobre a continuação da guerra. Finalmente, ele foi afastado de sua posição como presidente do PDG em 7 de fevereiro de 1949. Em 3 de abril de 1949, ele foi sucedido por Dimitrios Partsalidis . Após a derrota pelas forças governamentais na Batalha de Grammos , o Governo Democrático Provisório foi derrotado na Guerra Civil e deixou a Grécia em 28 de agosto de 1949. O PDG sobreviveu no exílio até que foi finalmente dissolvido em outubro de 1950.